# Ap Lei Chau
Ap Lei Chau (chinesisch 鴨脷洲 / 鸭脷洲, Pinyin Yālì Zhōu, Jyutping Aap3lei6 Zau1 – „Entenzungeninsel“), oder Aberdeen Island genannt, ist eine Insel in Hongkong und liegt vor der Ortschaft Aberdeen im Südwesten von Hong Kong Island. Sie hat eine Fläche von 1,32 km² und ist ein Teil des Southern Districts. Zwischen den Orten Aberdeen und Ap Lei Chau befinden sich der Aberdeen Channel und der Aberdeen Harbour.

## Geschichte
Ap Lei Chau diente einst primär als Zufluchtsort vor Taifunen und war vor dem Ersten Opiumkrieg ein Fischerdorf. Als Folge des Vertrags von Nanking wurde die Insel zusammen mit Hong Kong Island 1841 an die Briten abgetreten. Seitdem ist die Insel wenig beachtet worden.
1968 begann die Regierung damit, ein Kraftwerk auf der Insel zu bauen, das Strom für ganz Hong Kong Island liefert. Im Jahr 1980 wurde eine Brücke gebaut, die Ap Lei Chau mit Hong Kong Island verband. Dies kann als wesentlicher Grund für die rasche ökonomische Entwicklung der Insel verstanden werden. Seit Ende 2016 ist die Insel über die U-Bahn mit Admiralty verbunden.

## Geographie
Ap Lei Chau wurde nach der Form der Insel benannt, die wie die Zunge einer Ente aussieht. Auf Kantonesisch bedeutet ap dabei Ente, lei Zunge und chau Insel, genauer „Insel am Fluss“. Der nördliche Teil hat die höhere Bevölkerungszahl, der Süden ist weniger dicht besiedelt.
Die höchste Erhebung auf der Insel ist der Yuk Kwai Shan (玉桂山,  Yùguì Shān, Jyutping Juk6gwai3 Saan1 – „Zimtberg“), auch Mount Johnston genannt, mit einer Höhe von 196 Metern.
Ap Lei Chau verleiht außerdem einer geologischen Formation ihren Namen, welche den Großteil von Hong Kong Island abdeckt.
Mit 61.900 Einwohner/km² ist Ap Lei Chau weltweit die Insel mit der zweithöchsten Bevölkerungsdichte, nach Santa Cruz del Islote, und noch vor Malé (Insel), die Hauptinsel der Malediven.

## Galerie

Umgebung von Ap Lei Chau
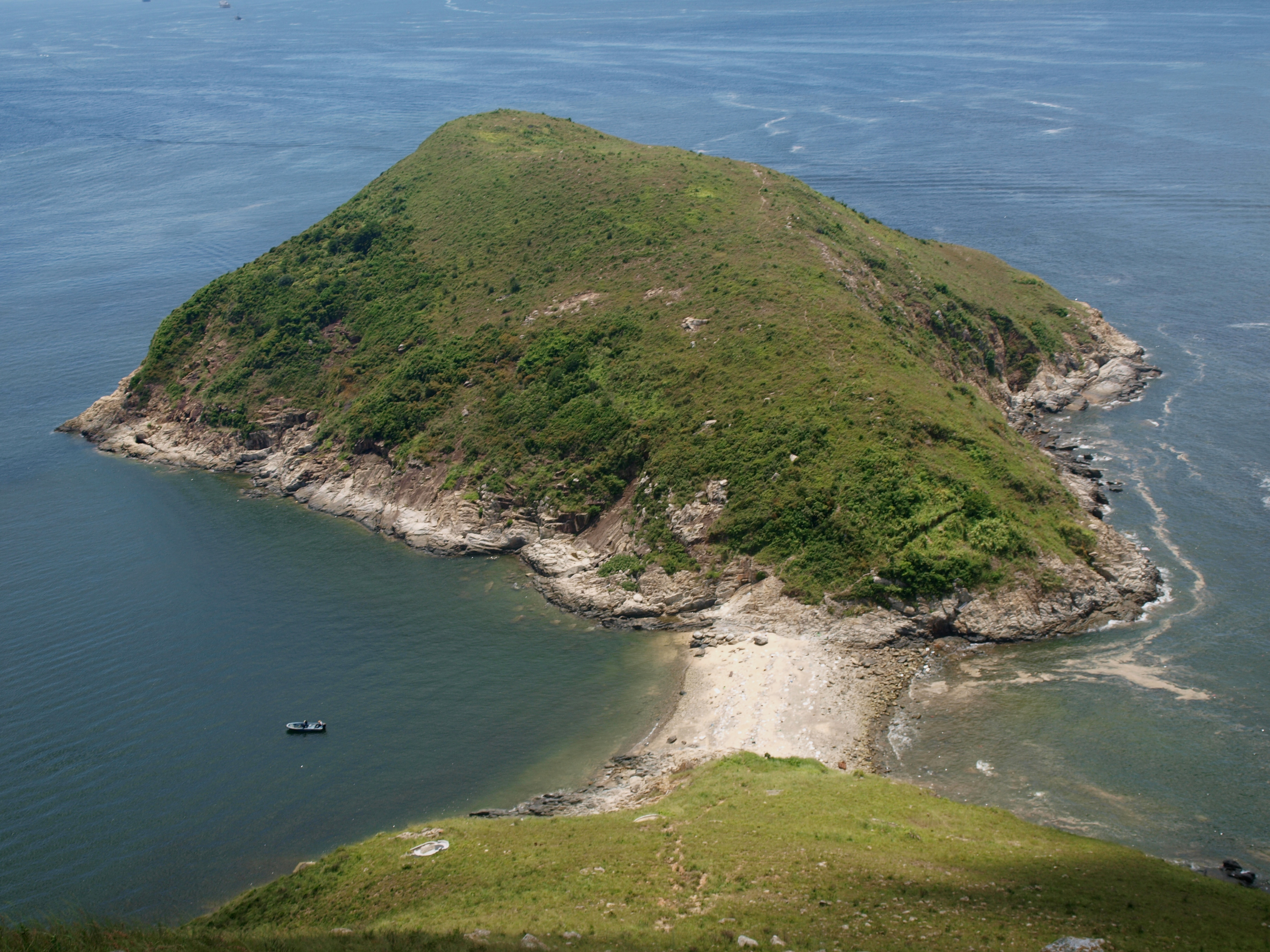
Ap Lei Pai – 鴨脷排 – unbewohnte Insel, 2011
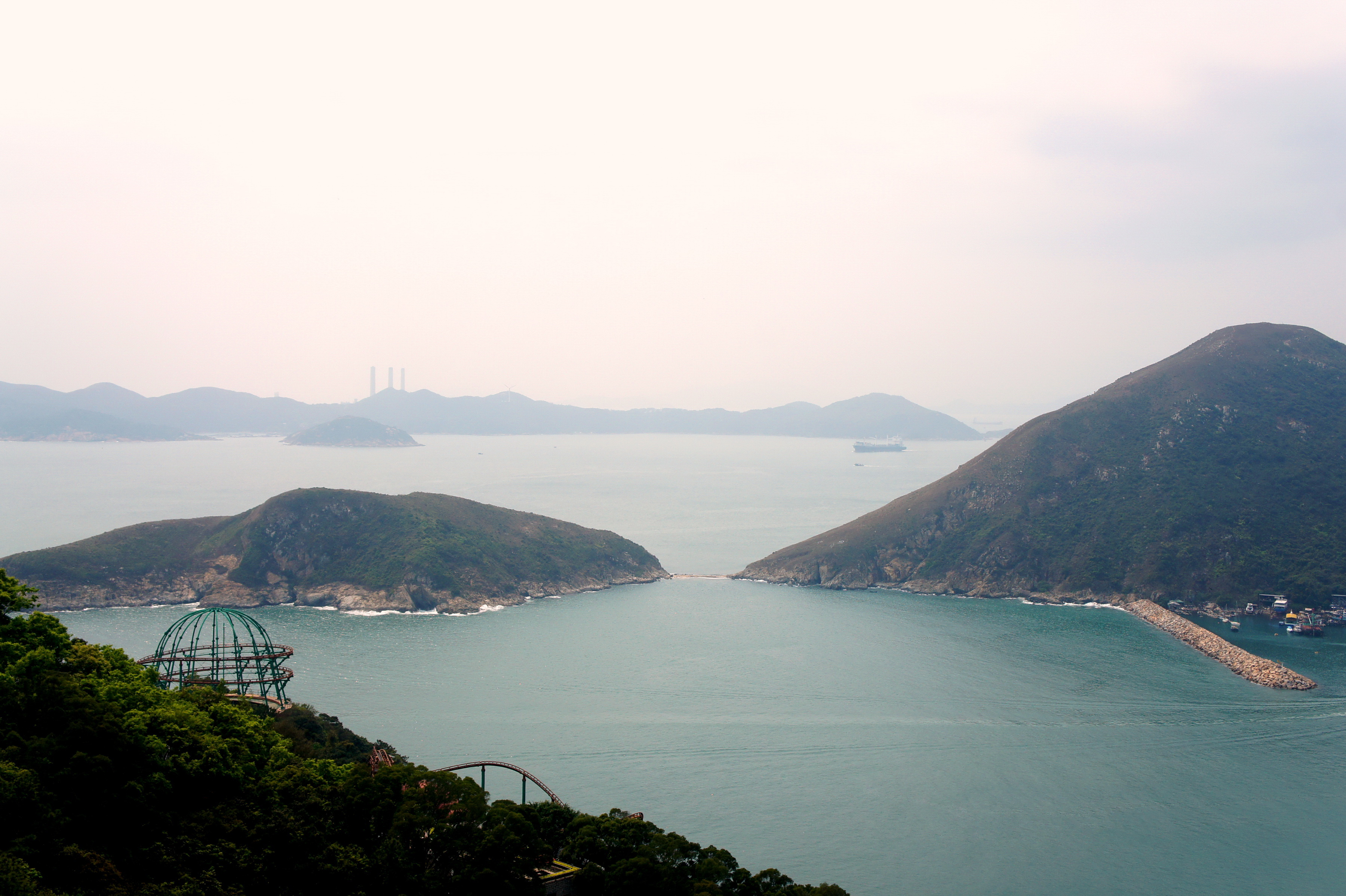
Ap Lei Pai (l.) – 鴨脷排 – Ap Lei Chau (r.) – 鴨脷洲, 2012
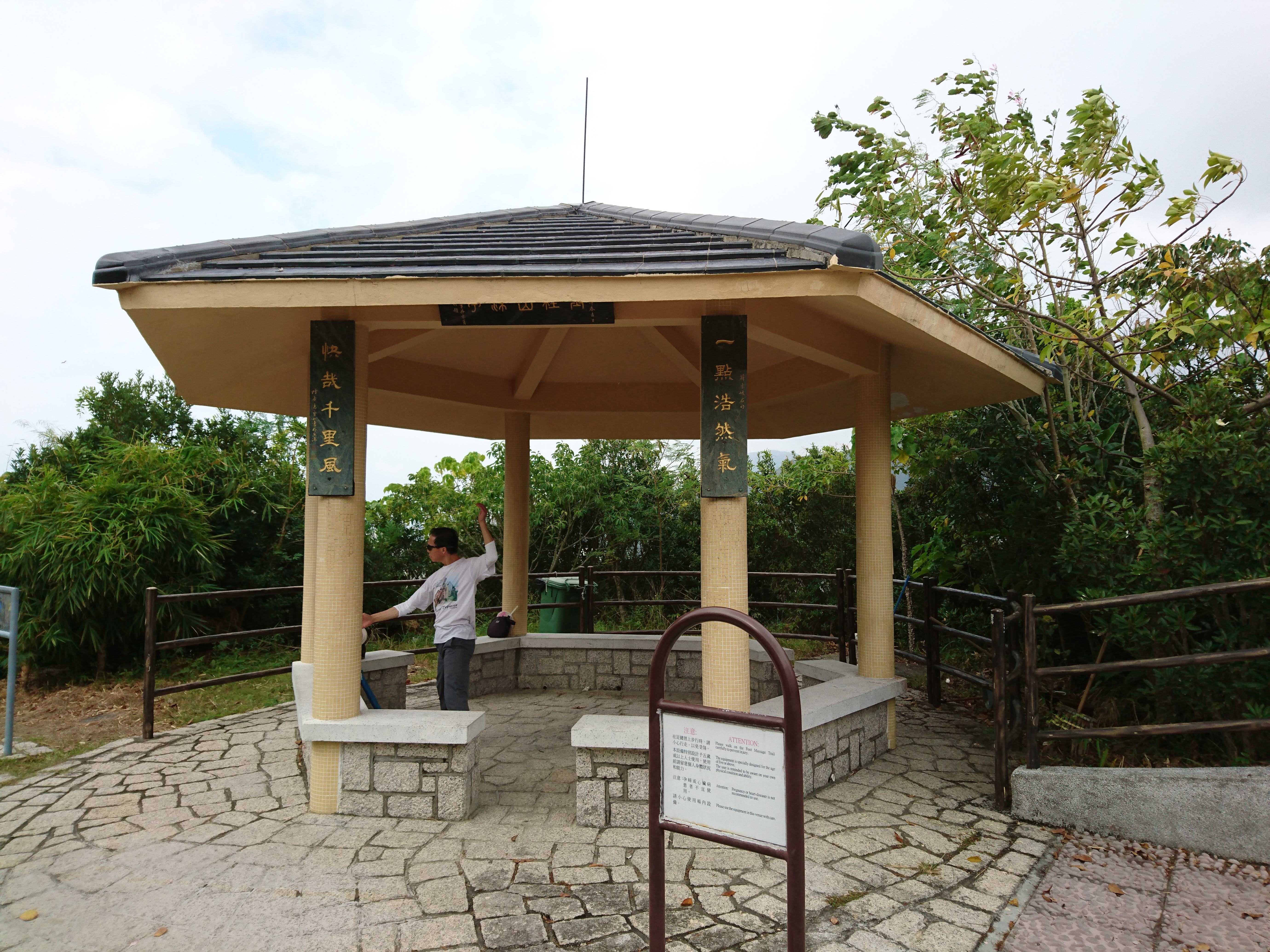
Pavillon, Mt. Johnston – 玉桂山 2015
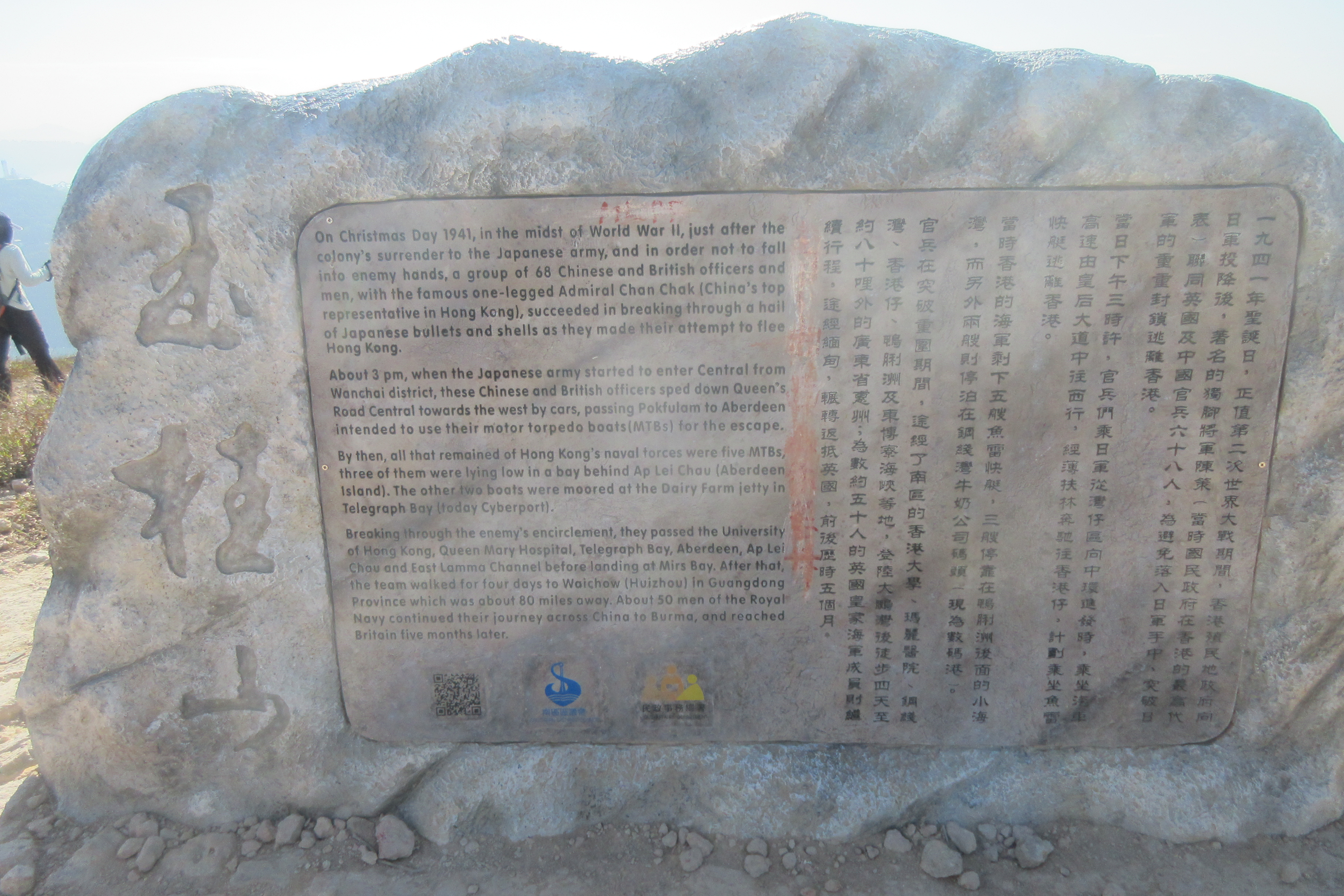
Gedenktafel an Pazifikkrieg – Mt. Johnston, 2019
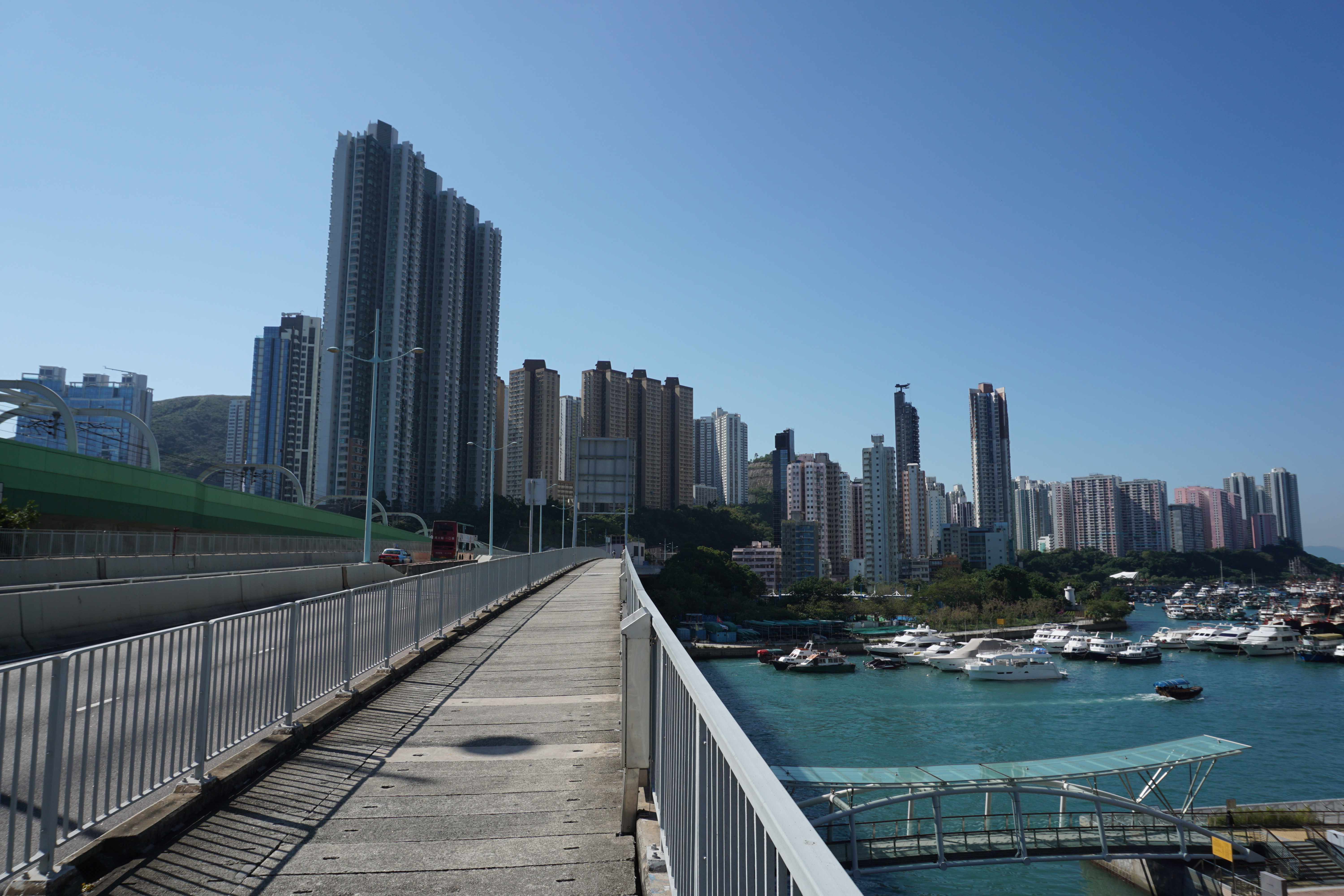
Auf der Ap Lei Chau Bridge, 2016
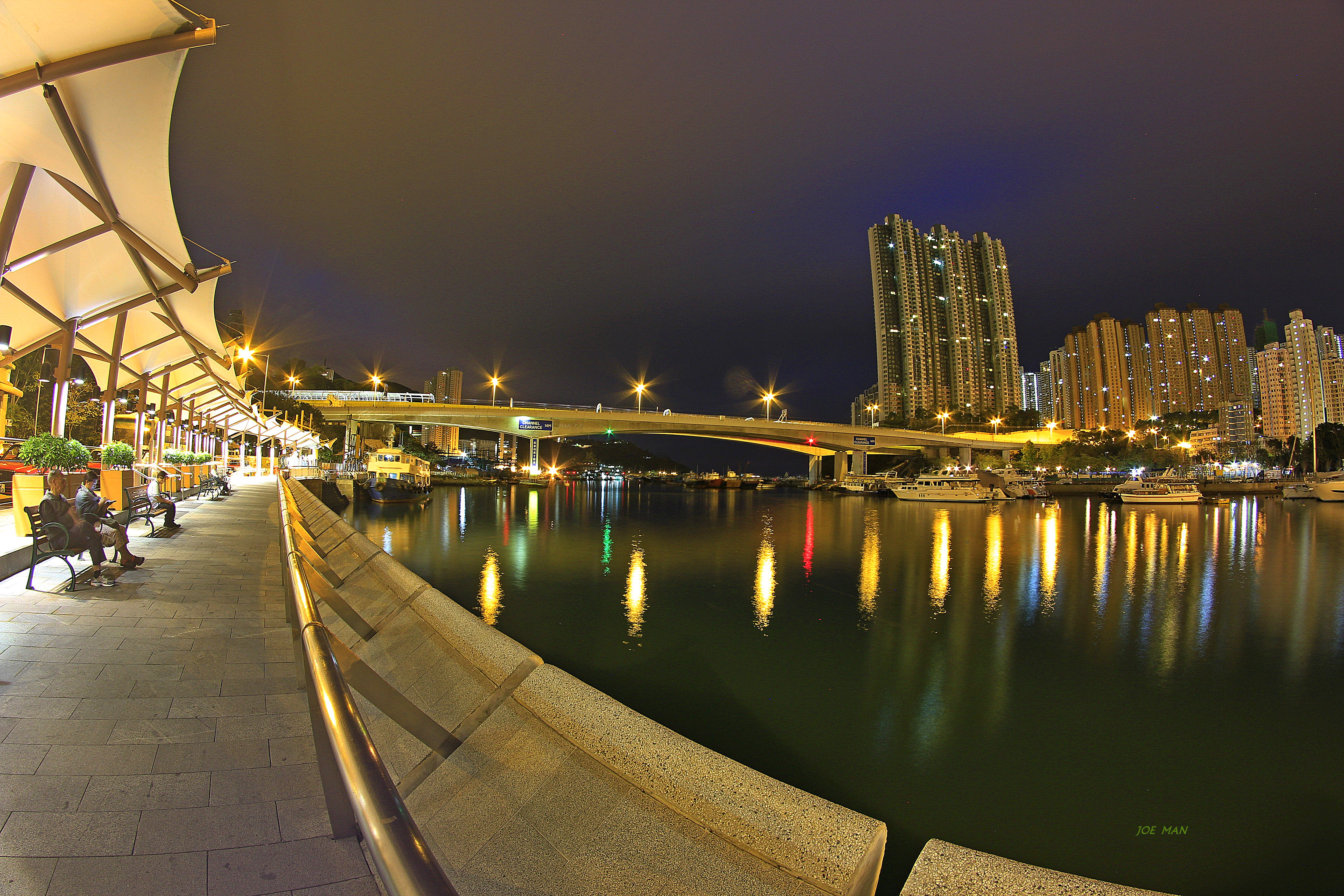
Ap Lei Chau Bridge – Ansicht am Abend, 2015
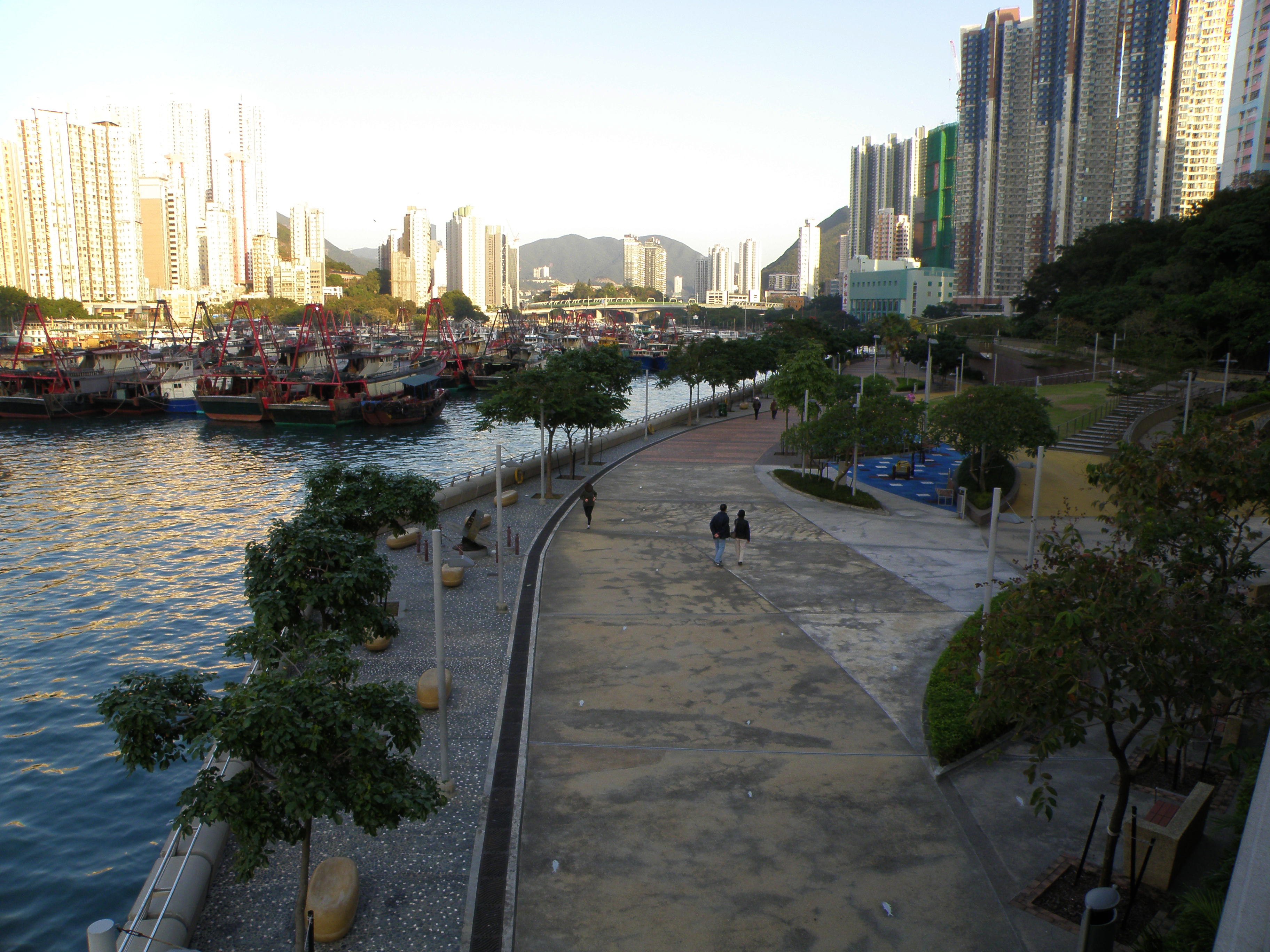
Uferpromenade, Wind Tower Park – 風之塔公園 2015
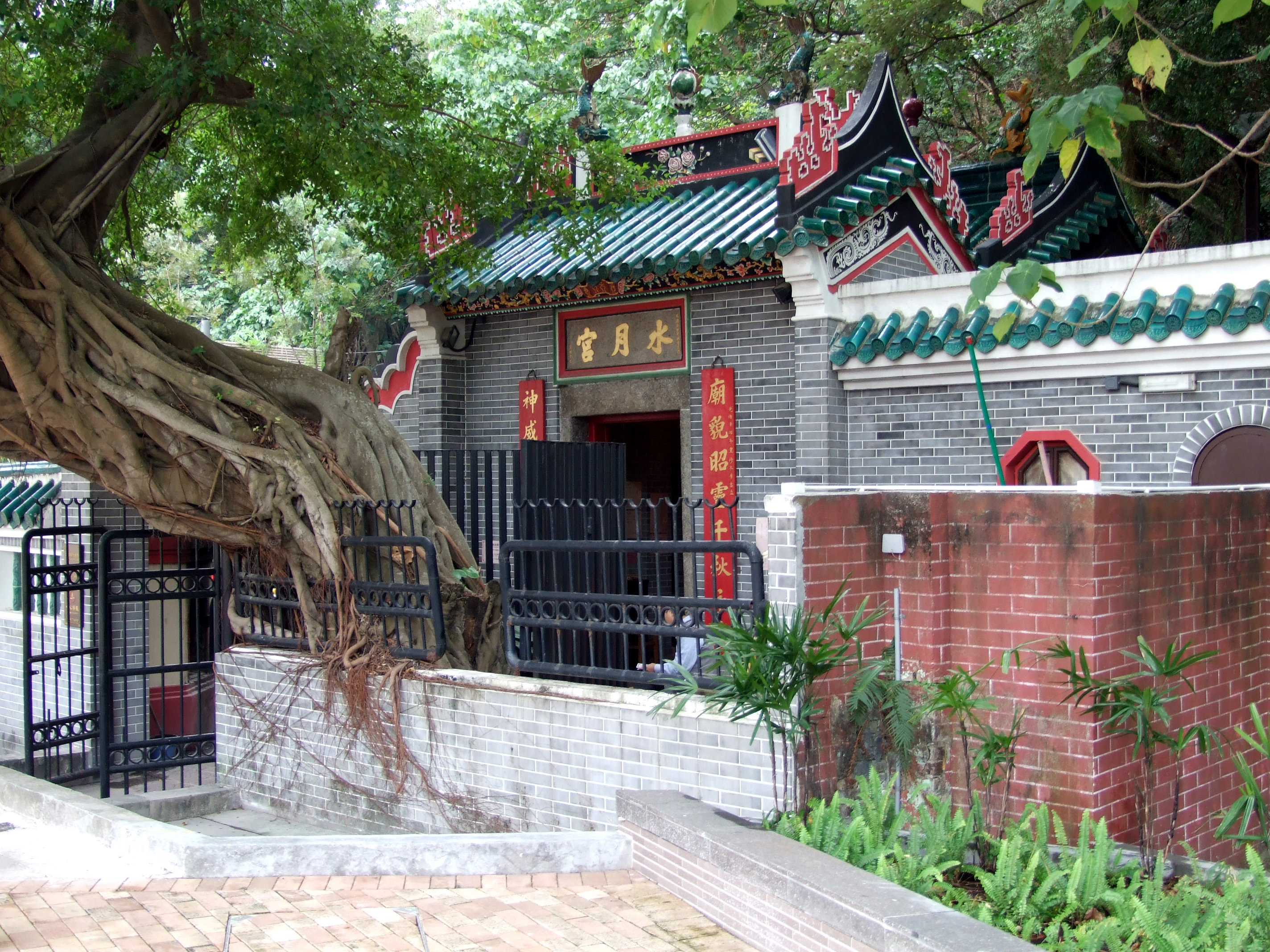
Shui Yuet-Tempel – 水月宮 – Guanyin-Tempel, 2010